# Mathieu Kassovitz
Mathieu Kassovitz (Párizs, 1967. augusztus 3. –) háromszoros César- és Európai Filmdíjas francia filmrendező, forgatókönyvíró és színész. Legismertebb alkotása a saját maga által írt és rendezett A gyűlölet (La Haine), amelyért az 1995-ös cannes-i filmfesztiválon elnyerte a legjobb rendezésért járó díjat. Nagyapja Kassowitz Félix, karikaturista, grafikus.

## Élete
Mathieu Kassovitz 1967. augusztus 3-án született Párizsban, Chantal Remy (filmszerkesztő) és Peter Kassovitz (író és rendező) gyermekeként. Apja magyar zsidó, aki az 1956-os forradalom idején hagyta el az országot.
Mathieu  felesége Julie Mauduech (exszínésznő), akivel együtt játszott 1993-ban A meszticlány című filmben. Van egy lányuk: Carmen. Jelenlegi felesége Aurore Lagache modell, akitől szintén lánya született.

## Filmjei

### Rendezőként
| Év   | Magyar Cím    | Eredeti Cím             |
| ---- | ------------- | ----------------------- |
| 1990 |               | (Fierrot Le pou)        |
| 1991 |               | (White Nightmare)       |
| 1992 |               | (Assassins)             |
| 1993 | A meszticlány | (Métisse)               |
| 1995 | A gyűlölet    | (La Haine)              |
| 1997 | Gyilkos(ok)   | (Assassin(s)            |
| 2000 | Bíbor folyók  | (Les Rivières pourpres) |
| 2003 | Gothika       | (Gothika)               |
| 2005 |               | (Nèg Maron)             |
| 2008 | Babylon A.D.  | (Babylon A.D.)          |
| 2011 | Lázadás       | (Rebellion)             |

### Színészként
| Év   | Magyar Cím                                   | Eredeti Cím                                   | Magyar hang    |
| ---- | -------------------------------------------- | --------------------------------------------- | -------------- |
| 1981 |                                              | (Next Year If All Goes Well)                  |                |
| 1990 |                                              | (Fierrot le pou)                              |                |
| 1992 |                                              | (Assassins)                                   |                |
| 1993 | A meszticlány                                | (Métisse)                                     |                |
| 1994 | Férfiak mélyrepülésben                       | (Regarde les hommes tomber)                   | Zámbori Soma   |
| 1996 | Az én pasim                                  | (My Man)                                      |                |
| 1996 | Csinálj magadból hőst                        | (Un héros très discret)                       |                |
| 1997 | Gyilkos(ok)                                  | (Assassin(s)                                  |                |
| 1997 | Az ötödik elem                               | (The Fifth Element)                           | Fesztbaum Béla |
| 1999 | Hazudós Jakab                                | (Jakob the Liar)                              | Mikula Sándor  |
| 2001 | On-lány                                      | (Birthday Girl)                               | Csőre Gábor    |
| 2001 | Amélie csodálatos élete                      | (Le fabuleux destin d'Amélie Poulain)         | Juhász György  |
| 2002 | Ámen                                         | (Amen.)                                       | Széles Tamás   |
| 2002 | Asterix és Obelix: A Kleopátra-küldetés      | (Astérix & Obélix: Mission Cléopâtre)         | Láng Balázs    |
| 2005 | München                                      | (Munich)                                      | Stern Dániel   |
| 2005 | München                                      | (Munich)                                      | Mikula Sándor  |
| 2006 | Fehér tenyér                                 |                                               |                |
| 2007 | A birodalom visszavár                        | (Two Worlds)                                  |                |
| 2008 | Profi bérgyilkost keresünk - Nem nem akadály | (Louise-Michel)                               |                |
| 2011 | A bűn hálójában                              | (Haywire)                                     | Juhász György  |
| 2011 | Lázadás                                      | (Rebellion)                                   |                |
| 2012 | Valaki más élete                             | (La vie d'une autre)                          | Széles Tamás   |
| 2012 | Halálos leshely                              | (Le guetteur)                                 | Posta Victor   |
| 2013 | Angélique                                    | (Angélique)                                   | Stohl András   |
| 2014 | A híres ismeretlen                           | (Un illustre inconnu)                         | Fekete Ernő    |
| 2016 | Háború és béke 1. rész                       | (War & Peace)                                 | Incze József   |
| 2016 | Háború és béke 1. rész                       | (War & Peace)                                 | Fazekas István |
| 2017 | Valerian és az ezer bolygó városa            | (Valerian and the City of a Thousand Planets) |                |
| 2017 | Happy End                                    | (Happy End)                                   |                |
| 2020 | Egyszerűen fekete                            | (Tout Simplement noir)                        |                |